# 구니에다 히로시

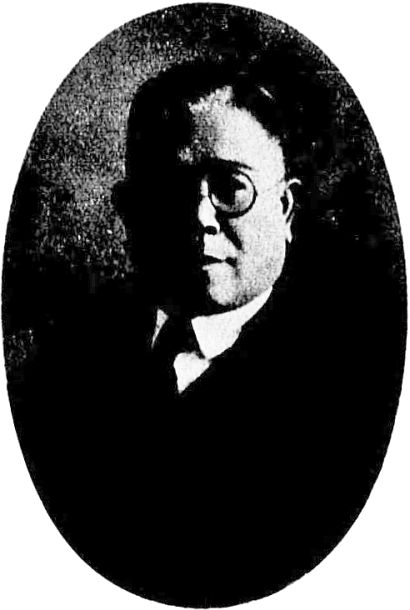
구니에다 히로시

구니에다 히로시(일본어: 國枝 博 くにえだ ひろし[*], 1879년 6월 20일 ~ 1943년 8월 6일)는 오사카를 거점으로 활약한 일본 건축가이다. 조선총독부에 재임중, 주임기사로 조선총독부 청사의 설계에 종사하였다.

## 약력
- 1879년(메이지 12년) 기후현에서 태어나다.
- 1905년(메이지 38년) 도쿄제국대학 공과대학 건축과를 졸업하다.
- 1907년(메이지 40년) 한국통감부 기사가 되다.
- 1912년(메이지 45년) 구미 각국으로 출장을 가다.
- 1918년(다이쇼 7년) 사직하였고 정오위(正五位)에 서훈되다.
- 1919년(다이쇼 8년) 오사카의 구니에다 공무소(工務所)를 개소하다.
- 1943년(쇼와 18년) 사망(향년 65세)

## 주요 작품
- 조선총독부 청사 (1926년, 게오르크 데 랄란데・노무라 이치로와 공동 설계, 1996년 해체)
- 야기통상(八木通商) (구 오사카농공은행, 1929년, 오사카 시 주오구, 다쓰노 가타오가 건축사무소 설계의 건물로 전면 개수)
- 미즈호은행 오이타 지점 (구 오이타 현 농공은행, 1932년, 오이타현 오이타시)
- 아사히 생명관 (구 구토키와 생명(常盤生命), 1933년, 도쿄시 지요다구, 현존하지 않음)
- 시가현청 본관 (1939년, 시가현 오쓰시, 사토 고이치와 공동 설계)

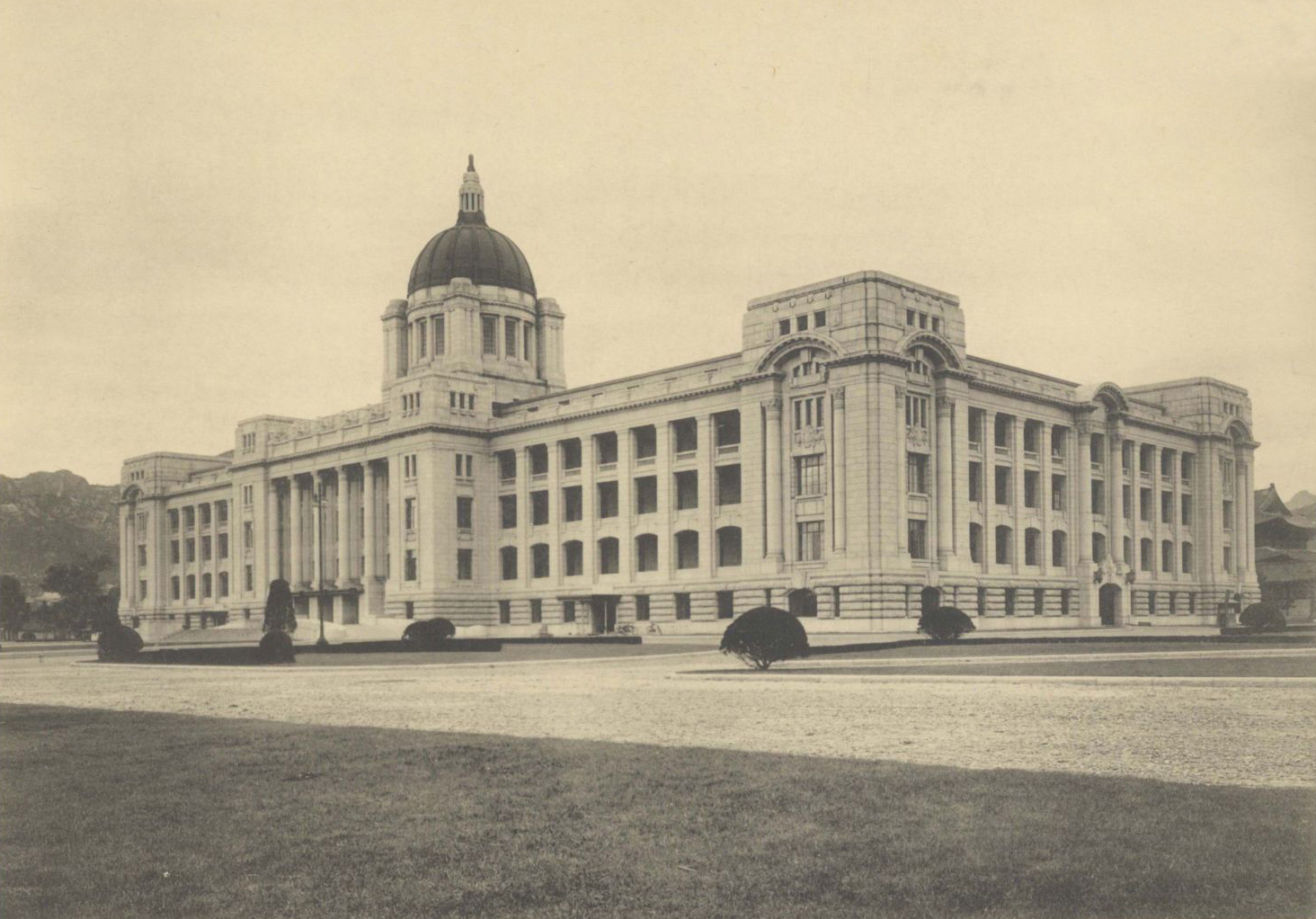
조선총독부 청사
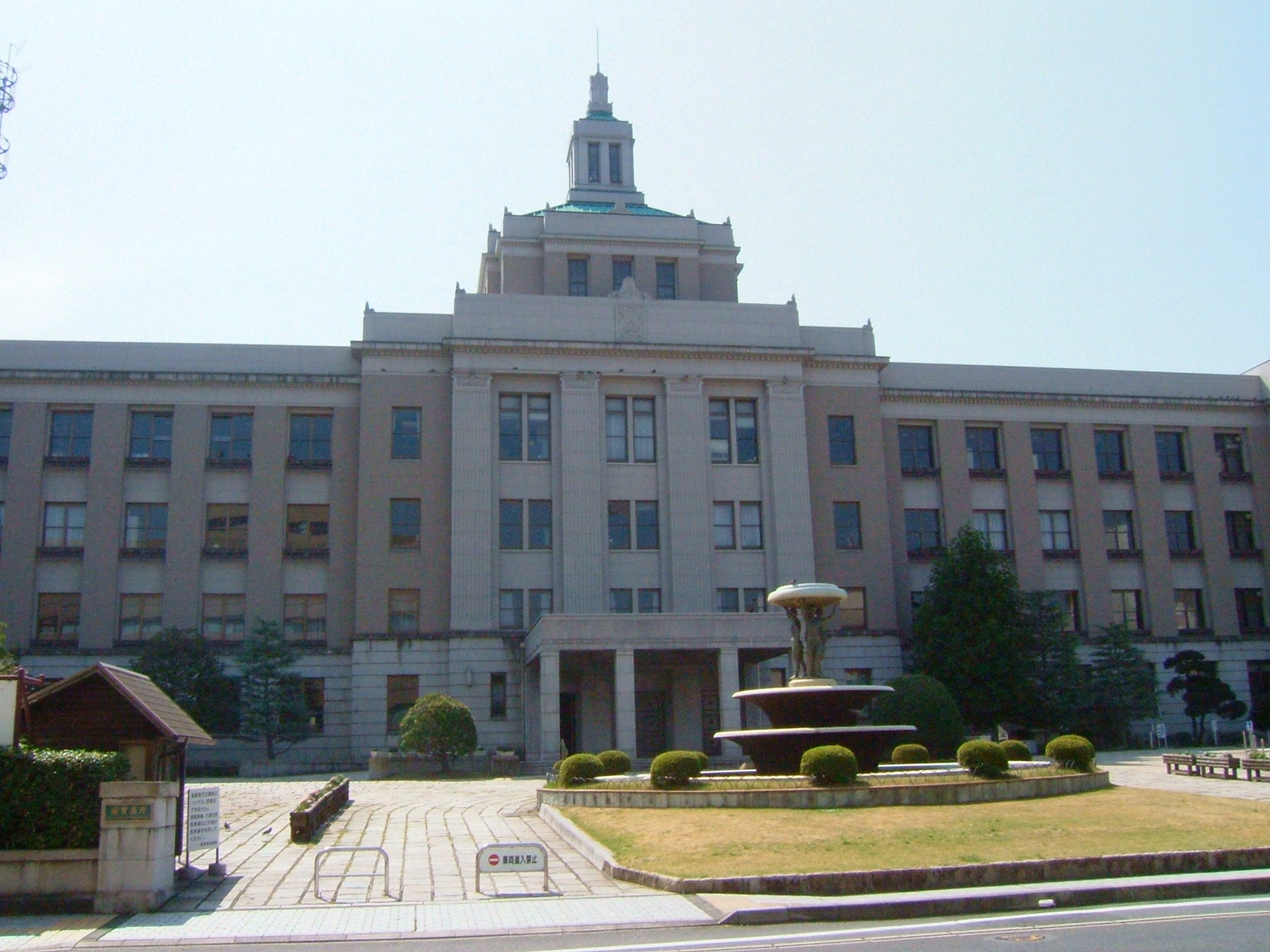
시가현청 본관

## 같이 보기
- 조선총독부 청사와 관사